# Jim Field Smith

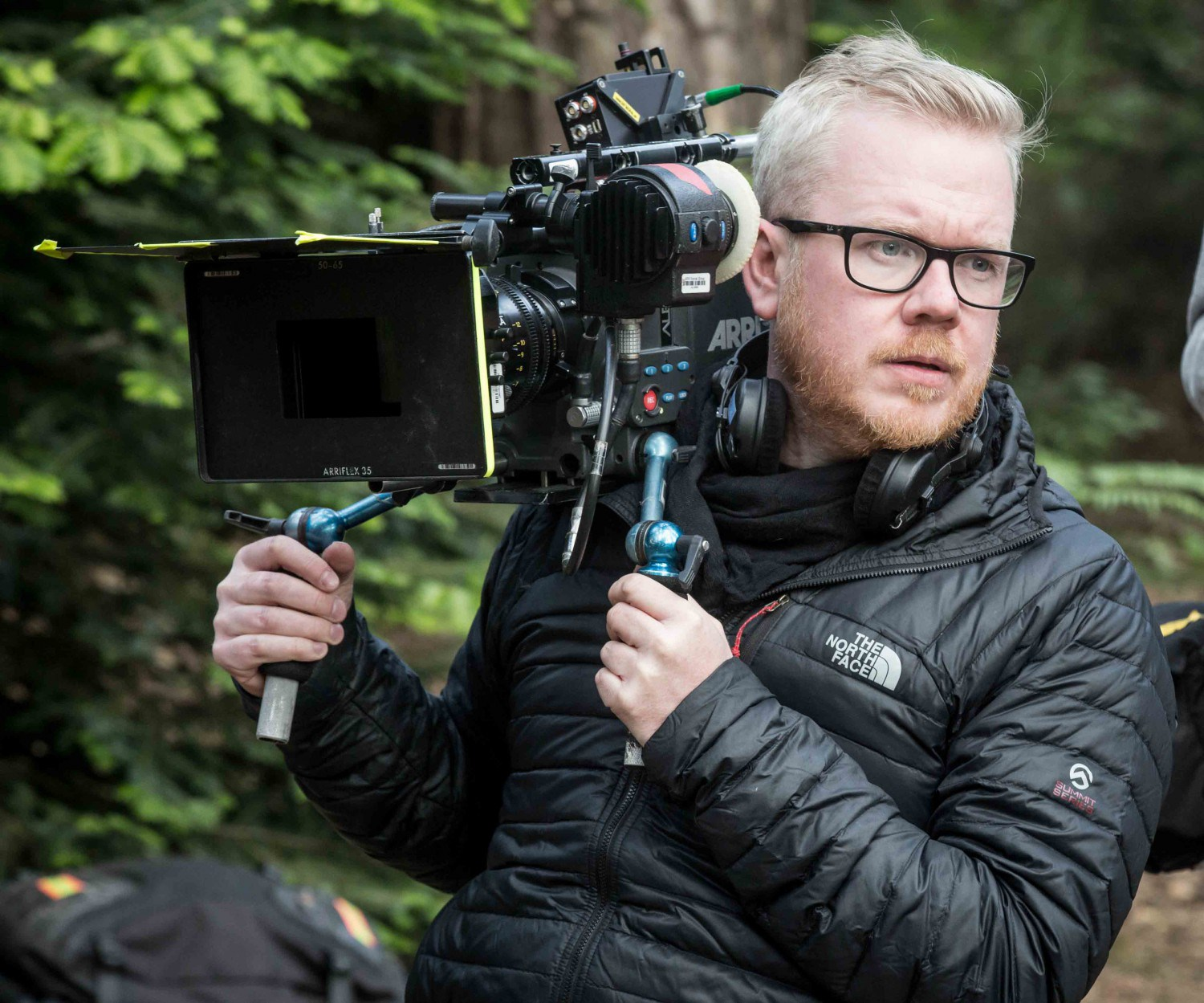
Jim Field Smith, 2016

Jim Field Smith ist ein englischer Film- und Fernsehregisseur, Drehbuchautor und Filmproduzent.

## Leben
Field Smith besuchte das Wellington College, Berkshire und absolvierte anschließend ein Studium an der Universität Birmingham mit einem Abschluss in Politik und Internationalen Studien. Nach dem Studium war er in unterschiedlichen Sparten des Fernseh- und Filmgeschäfts aktiv. Er war Texter für eine Reihe von englischen Comedy-Shows, Co-Autor und Sprecher der BBC Radio 4-Comedy-Serie Deep Trouble (2005–2007) und hat zahlreicher Werbespots für internationale Marken und Firmen gedreht. Nach drei Kurzfilmen in der Zeit von 2004 bis 2007 drehte er mit Zu scharf, um wahr zu sein seinen ersten Spielfilm, eine Komödie mit Jay Baruchel und Alice Eve in den Hauptrollen.
Seit der Sitcom Episodes (2012) hat er vor allem als Regisseur für das britische Fernsehen gearbeitet.

## Filmografie (Auswahl)
- 2010: Zu scharf, um wahr zu sein (She's Out of My League)
- 2011: Alles in Butter (Butter)
- 2012: Episodes (Fernsehserie, 9 Folgen)
- 2013: The Wrong Mans – Falsche Zeit, falscher Ort (The Wrong Mans, Fernsehserie, 10 Folgen)
- 2018: Der junge Inspektor Morse: Passagiere (Endeavour: Passenger, Fernsehreihe)
- 2019–2020: Criminal: Vereinigtes Königreich (Fernsehserie, 7 Folgen)
- seit 2020: Truth Seekers (Fernsehserie, 8 Folgen)
- 2023: Hijack (Miniserie)